# Джентина
Джентина Чапман (англ. Jentina Chapman), известная как Jentina — английская хип-хоп-исполнительница.
В 19 лет подписала контракт со студией Virgin Records и в июле 2004 года выпустила свой первый сингл Bad ass strippa, пользующийся огромной популярностью.
Следующим синглом исполнительницы стал French kisses, который написали продюсеры Джентины Cathy Dennis и Greg Wells. В чартах Великобритании песня заняла 20-е место.
Mysterious, вышедшая в 2005 году, стала синглом в Италии, и в чартах этой страны заняла 30-е место.
Сейчас[когда?] Jentina работает над вторым альбомом, который выйдет в конце 2007 — начале 2008 года.

## Дискография

### Альбомы
| Обложка | Информация                                                                      |
| ------- | ------------------------------------------------------------------------------- |
|         | Jentina - Дата выхода: 2005 - Формат: CD                                        |
|         | Название пока неизвестно - Год выпуска: Конец 2007/Начало 2008 (?) - Формат: CD |

### Синглы
| Обложка | Информация |
| ------- | --- |
|         | Bad Ass Strippa - Год выпуска: 2004 - Формат: Сингл, Maxi single и 12" single - Позиция в итальянском чарте: #20 - Позиция в британском чарте: #22 - Позиция в австралийском ARIA Singles чарте: #49 |
|         | French Kisses - Год выпуска: 2004 - Формат: Сингл, Maxi single и 12" single - Позиция в британском чарте: #20                                                                                        |
|         | Mysterious - Год выпуска: 2005 - Формат: Maxi single - Позиция в итальянском чарте: #30 |